# Larsinge Sjöstrand
Larsinge Sjöstrand, född 17 maj 1929 i Göteborg, död 24 maj 1958 i Göteborg, var en svensk målare och tecknare.
Han var son till bokförläggaren Oscar Sjöstrand och sångerskan Ebba Larsson och från 1957 gift med Siv Elofsdotter Hansson-Seyboldt samt vidare bror till  poeten Östen Sjöstrand och skådespelaren Maria Sjöstrand-Pettersson. Sjöstrand studerade konst för Nils Nilsson och Ragnar Olson vid Slöjdföreningens skola i Göteborg 1947–1948 och under studieresor till Amerika och en rad europeiska länder. Han medverkade i grupputställningar på Galleri Aveny i Göteborg och Göteborgs konstförenings Decemberutställningar på Göteborgs konsthall 1954–1956 samt postumt i en av Grupp 54:s utställningar 1959. Hans konst består av kubiserande kompositioner och porträtt. Sjöstrand är representerad med ett porträtt av Ernst Wigforss vid Folkets hus i Göteborg.